# Стрешнев, Фёдор Степанович
Фёдор Степанович Стрешнев (ум. 1647) — воевода, окольничий (1634) и боярин (1645).

## Биография
Представитель дворянского рода Стрешневых. Сын Степана Андреевича Стрешнева, брат боярина Лукьяна Степановича Стрешнева (? — 1650) и родной дядя царицы Евдокии Лукьяновны (второй жены царя Михаила Фёдоровича).
В 1615—1617 годах Фёдор Степанович Стрешнев служил осадным головой в Лихвине. В это время литовский полковник А. Лисовский осадил город. «Воевода же лихвинский Феодор Стрешнев — как сказано в „Новом Летописце“ — с малыми людьми изшед из града, бияшеся с Лисовским и не припусти его ко граду».
В 1619 году Ф. С. Стрешнев находился на воеводстве в Калуге, в 1623—1626 годах — воевода в Чаронде.
В 1628—1634 годах служил дворецким при своей племяннице и царице Евдокии Лукьяновне, управлял её Мастеровой палатой. В его обязанности входило не только заведование вещами царицы, но и заказ молебнов по её поручению, а также раздача милостыни.
В 1630 году, спустя две недели после рождения царевны Анны, Фёдор Стрешнев ездил по церквям: посетил монастырь Ивана Предтечи на Кулишках, у Никиты Мученика на Яузе, у Николы Явленного на Арбате, везде заказывая молебны о здравии царицы Евдокии Лукьяновны и новорожденной царевны Анны.
В 1634 году после смерти патриарха Филарета Никитича по не нем в течение «сорочин» ежедневно раздавалась милостыня от царицы нищим. Ф. С. Стрешнев раздавал милостыню во дворце «поручно».
В 1630 году, во время руководства Стрешневым Мастеровой палатой царицы, произошел переполох. 10 августа из Мастеровой палаты в царские покои были переданы «большие», то есть, парадные постели. Когда их стали принимать, то было «осмотрено у одеяла, у большого, на гриве (род каймы) на правой стороне близко угла в двух местах проторчи (дыры) невелики, одна проторчь зашита, а другая не зашита. Того ж часу начальник Мастерской палаты Фёдор Степанович Стрешнев, да постельничий государя Степан Лукьянович Хрущов извещали о том государя, и государь того одеяла в царицыных хоромах осматривал». Неизвестно, чем закончилось это дело.
В феврале 1634 года Ф. С. Стрешнев получил чин окольничего. В 1635 году Фёдор Стрешнев сказывал боярство князю Петру Александровичу Репнину. В 1634 году во время загородной поездки царя Михаила Фёдоровича в Москве были оставлены бояре И. А. Голицын, А. В. Хилков и окольничий Ф. С. Стрешнев.
В 1639 году Ф. С. Стрешнев «дневал и ночевал» у гроба царевича Ивана Михайловича. 30 сентября 1645 года по случаю венчания на царство Алексея Михайловича Фёдор Стрешнев был пожалован в бояре.
Фёдор Степанович Стрешнев владел имениями в восьми уездах.
В 1647 году боярин Фёдор Степанович Стрешнев скончался, оставив трёх сыновей:
- Степан Федорович Стрешнев
- Иван Фёдорович Большой Стрешнев
- Иван Фёдорович Меньшой Стрешнев